# Прем'єр-міністр Франції

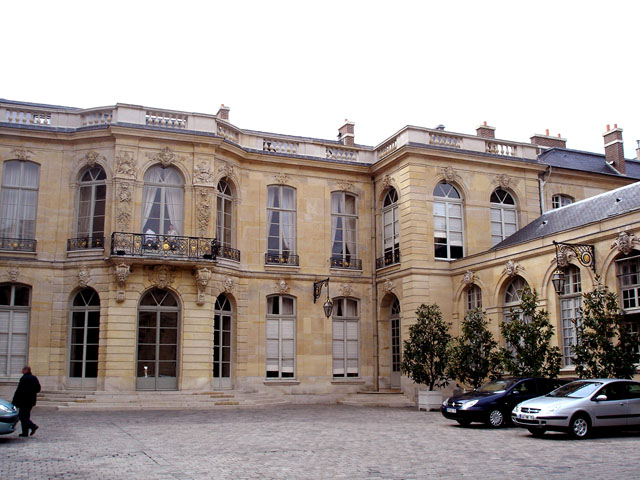
l'Hôtel Matignon

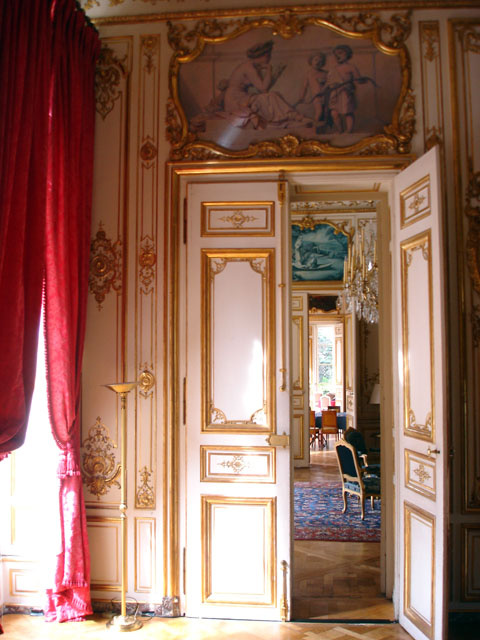
Інтер'єри Матіньону

Прем'є́р-міні́стр Францу́зької респу́бліки (фр. Premier Ministre de la République Française) — голова французького уряду.
У 1870—1958 офіційно посада називалася Президент Ради Міністрів (фр. Président du Conseil de Ministres).
Резиденція — Матіньйонський палац у Парижі.
У П'ятій республіці прем'єр-міністр відповідає за поточну внутрішню і економічну політику. На відміну від міністрів, має право видавати укази (фр. décrets) загального характеру. Вважається відповідальним особисто за політику уряду; популярність його прямо залежить від поточного стану справ у державі. У період, коли прем'єр і президент представляють різні партії, у прем'єр-міністра зазвичай більше самостійності в діях.
Прем'єр-міністра призначає президент республіки. Затвердження його кандидатури Національними зборами не вимагається, але, оскільки вони мають право у будь-який момент оголосити уряду вотум недовіри, зазвичай прем'єр представляє ту партію, яка має там більшість місць (нехай навіть якщо президент належить до іншої партії). Прем'єр-міністр складає список міністрів свого кабінету і представляє його на затвердження президентові республіки.
13 грудня 2024 президент Франції Емануель Макрон призначив Франсуа Байру прем'єр-міністром.